# Encapsulat FOWL

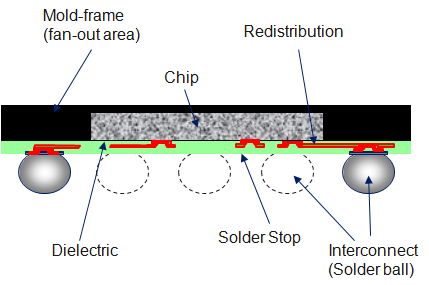
Esbós del paquet eWLB, la primera tecnologia FO-WLP comercialitzada.

L'encapsulat a nivell d'oblia (també conegut com a encapsulat a nivell d'oblia, amb acrònims anglesos WLP, FOWL, FO-WLP, FOWLP, etc.) és una tecnologia d'embalatge de circuits integrats i una millora de l'oblia estàndard. solucions d'envasament a nivell (WLP).
En les tecnologies convencionals, primer es talla una oblia i després s'envasen matrius individuals; la mida del paquet sol ser considerablement més gran que la mida de la matriu. En canvi, en els fluxos WLP estàndard, els circuits integrats s'embalen mentre encara formen part de l'oblia, i l'oblia (amb les capes exteriors d'embalatge ja unides) es talla a daus després; el paquet resultant és pràcticament de la mateixa mida que el mateix encuny. Tanmateix, l'avantatge de tenir un paquet petit comporta l'inconvenient de limitar el nombre de contactes externs que es poden acomodar a l'empremta limitada del paquet; això pot esdevenir una limitació important quan es consideren dispositius semiconductors complexos que requereixen un gran nombre de contactes.Fan-out WLP es va desenvolupar per relaxar aquesta limitació. Proporciona una empremta de paquet més petita juntament amb un rendiment tèrmic i elèctric millorat en comparació amb els paquets convencionals, i permet tenir un nombre més gran de contactes sense augmentar la mida de la matriu.
A diferència dels fluxos WLP estàndard, en WLP fan-out l'oblia es talla primer a daus. Però aleshores els encunys es tornen a col·locar amb molta precisió en una oblia o panell portador, amb espai per a un fan-out al voltant de cada matriu. A continuació, es reconstitueix el portador mitjançant l'emmotllament, seguit de la creació d'una capa de redistribució a la part superior de tota l'àrea modelada (tant a la part superior del xip com a la part superior de l'àrea de ventilació adjacent) i després formant boles de soldadura a la part superior.